# El Mentidero (Jalisco)
El Mentidero es una localidad del estado mexicano de Jalisco. Es parte del municipio de Autlán de Navarro.

## Demografía
| Gráfica de evolución demográfica |
|                                  |

| Censo | Población |
| ----- | --------- |
| 1930  | 141       |
| 1940  | 144       |
| 1950  | 171       |
| 1960  | 172       |
| 1970  | 314       |
| 1980  | 405       |
| 1990  | 770       |
| 2000  | 861       |
| 2010  | 1 406     |
| 2020  | 1 399     |